# Türkizkék tangara
A türkizkék (Tangara mexicana)  a madarak osztályának verébalakúak (Passeriformes) rendjébe és a tangarafélék (Thraupidae) családjába tartozó  faj.

## Rendszerezése
A fajt Carl von Linné svéd természettudós írta le 1766-ban, a Tanagra nembe Tanagra mexicana néven.

## Alfajai
- Tangara mexicana boliviana (Bonaparte, 1851)
- Tangara mexicana brasiliensis (Linnaeus, 1766) – White-bellied Tanager
- Tangara mexicana media (von Berlepsch & Hartert, 1902)
- Tangara mexicana mexicana (Linnaeus, 1766)
- Tangara mexicana vieilloti (P. L. Sclater, 1857)[2]

## Előfordulása
Dél-Amerikában, Bolívia, Brazília, Kolumbia, Ecuador, Francia Guyana, Guyana, Peru, Suriname, Trinidad és Tobago, valamint Venezuela területén honos.
Természetes élőhelyei a szubtrópusi és trópusi síkvidéki esőerdők, mocsári erdők, valamint ültetvények és vidéki kertek. Állandó, nem vonuló faj.

## Megjelenése
Testhossza 14 centiméter, testtömege  26 gramm.
|  |  |

## Életmódja
Gyümölcsökkel és rovarokkal táplálkozik.

## Természetvédelmi helyzete
Az elterjedési területe rendkívül nagy, egyedszáma viszont csökken, de még nem éri el a kritikus szintet. A Természetvédelmi Világszövetség Vörös listáján nem fenyegetett fajként szerepel.